# Аеродинамично качество
Аеродинамичното качество на въздухоплавателното средство е съотношението на подемната сила към фронталното съпротивление (или съотношението на техните коефициенти) в координатна система при определен ъгъл на атака.
При по-просто представяне, аеродинамичното качество може да се разглежда като разстоянието, което въздухоплавателното средство може да прелети от определена височина в спокойно време с изключен двигател (ако изобщо има). Например, на планер качеството е обикновено около 30, а на делтапланер – 10. Това означава, че от височина от 1 километър един спортен планер може да прелети около 30 km в идеални условия, а делтапланер – 10 km.
Самолетите по принцип имат аеродинамично качество между 8 и 20: пътническите самолети между 16 и 18, като Еърбъс А320 постига 17, а Боинг 747 – 17,7. Конкорд има аеродинамично качество от 4 при излитане, 12 при Мах 0,95 и 7,5 при Мах 2.

## Определение
Аеродинамичното качество се определя чрез следното съотношение:
{\displaystyle K(\alpha )={\frac {C_{ya}(\alpha )}{C_{xa}(\alpha )}},}
където
{\displaystyle \alpha } е ъгълът на атака;
{\displaystyle C_{ya}} е коефициентът на подемната сила;
{\displaystyle C_{xa}} е коефициентът на фронталното съпротивление.